# Mallinella monticola
Mallinella monticola là một loài nhện trong họ Zodariidae.
Loài này thuộc chi Mallinella. Mallinella monticola được van Hove & Robert Bosmans miêu tả năm 1984.